# Mercedes-Benz W 136
Der Mercedes-Benz W 136 (Verkaufsbezeichnung: 170 V für Vorne, Frontmotor) ist ein Pkw von Mercedes-Benz. Er wurde gemeinsam mit den Typen 260 D und 170 H (Heckmotor) im Februar 1936 in Berlin auf der 26. Internationalen Automobil- und Motorrad-Ausstellung (IAMA) vorgestellt.
Als einziges Vorkriegs-Pkw-Modell baute Daimler-Benz den W 136 nach dem Zweiten Weltkrieg weiter. Bereits in Kriegszeiten entstanden unter dieser Typnummer verschiedene Varianten für militärische Zwecke und als Nutzfahrzeug. Zusammen mit dem Fahrgestell des größeren Mercedes-Benz W 153 (230) wurden die Mercedes-Benz 170 S in allerlei Kombinationen gebaut, erst spät wurden die Modelle als W 191 bezeichnet. 1953 wurde die Baureihe W 136 vom völlig neu konstruierten W 120 „Ponton“ abgelöst.

## Modellgeschichte

### Allgemeines
Die Geschichte des Mercedes-Benz Typ 170 beginnt im Jahr 1931. Der Mercedes-Benz Typ 170 V mit Vierzylinder-Ottomotor M 136 löste Anfang 1936 nach fünfeinhalb Jahren den Typ 170 (Baureihe W 15 mit Sechszylindermotor) ab. Bei gleichem Hubraum von 1,7 Litern war das neue Modell stärker, technisch und stilistisch moderner und dabei billiger als sein Vorgänger. Zählt man die ab 1931 gebauten verschiedenen Ausführungen des Mercedes Typ 170 zusammen, war der 170er mit über 70.000 Fahrzeugen der meistgebaute Mercedes-Pkw vor Beginn des Krieges. 1937 wurden neue Modelle, darunter auch ein Kübelsitzwagen vorgestellt. Mehr als 19.000 Fahrzeuge wurden von 1936 bis 1942 in verschiedenen Karosserievarianten produziert.
Das „V“ (wie „Vorn“) in der Typenbezeichnung diente zur Unterscheidung vom gleichzeitig vorgestellten 170 H (W 28), bei dem der praktisch gleiche Motor im Heck eingebaut war. Der 170 H (wie „Heck“) ist der stärkere und verbesserte Nachfolger des zwei Jahre vorher präsentierten Typs 130 (W 23), des ersten Mercedes-Benz-Heckmotorwagens.
Sein seitengesteuerter 1,7-Liter-Vierzylindermotor vom Typ M 136 leistet 38 PS (28 kW) bei 3400/min und gibt ein maximales Drehmoment von 10,2 mkp (100 Nm) bei einer Drehzahl von 1800/min ab. Er hat eine Verdichtung von 6,5 : 1. Der Benzinverbrauch beträgt 11 Liter pro 100 Kilometer. Die Spitzengeschwindigkeit liegt bei 108 km/h. Der Motor, elastisch an zwei Punkten aufgehängt, verlieh dem Wagen eine gute Laufruhe. Das schrägverzahnte Vierganggetriebe war anfangs nur in den beiden oberen Gängen, ab 1940 in allen Gängen synchronisiert. Die Kraft wird weiter nach hinten über eine Antriebswelle mit zwei Gelenken (Hardyscheiben) auf das rahmenfest montierte Differentialgetriebe einer Zweigelenk-Pendelachse übertragen. Die Vorderräder sind einzeln an doppelten Querblattfedern aufgehängt. An allen Rädern sitzen hydraulische Hebelstoßdämpfer. Vorn und hinten sind hydraulisch betätigte Trommelbremsen eingebaut.

### Karosserievarianten
Der Kunde konnte unter mehreren Karosserie-Varianten wählen. Das Programm bestand aus den beiden zwei- und viertürigen Limousinen („Innenlenkern“) sowie aus einer viertürigen Cabriolimousine.
Die beiden Viertürer wurden auch als Kraftdroschke (Taxi) mit Trennscheibe und Kofferbrücke am Heck geliefert. Dazu gab es zwei- und viertürige offene Tourenwagen, das zweisitzige Cabriolet A und das zweitürige, viersitzige Cabriolet B. Das Gepäck wurde bei diesen Modellen von innen im Kofferraum verstaut.
Beim zweisitzigen Roadster verbirgt sich unter einer großen Klappe hinter den Sitzen noch eine dünn gepolsterte Zweiersitzbank – der sogenannte „Schwiegermuttersitz“. Das Reserverad liegt bei allen Modellen in einer Mulde auf dem Heck.
Weiter waren im Angebot: Lieferwagen mit Ladepritsche oder Kastenaufbau, Kranken- und Streifenwagen sowie Kübelsitzwagen für die Bergwacht, Polizei und Wehrmacht als Mercedes-Benz L 301.
Die Aufbauten bestanden bis 1945/46 aus einem Holzgerippe mit Stahlblechverkleidung. Im Juli 1947 folgte die Umstellung auf Ganzstahlbauweise, womit allerdings die Modellvielfalt aufgegeben wurde und bis auf Sondermodelle mit der alten Karosserie nur die viertürige Limousine im Angebot blieb. Der Kofferraum der ab Mai 1950 hergestellten Wagen war von außen zugänglich und die Frontscheibe war nicht mehr ausstellbar.

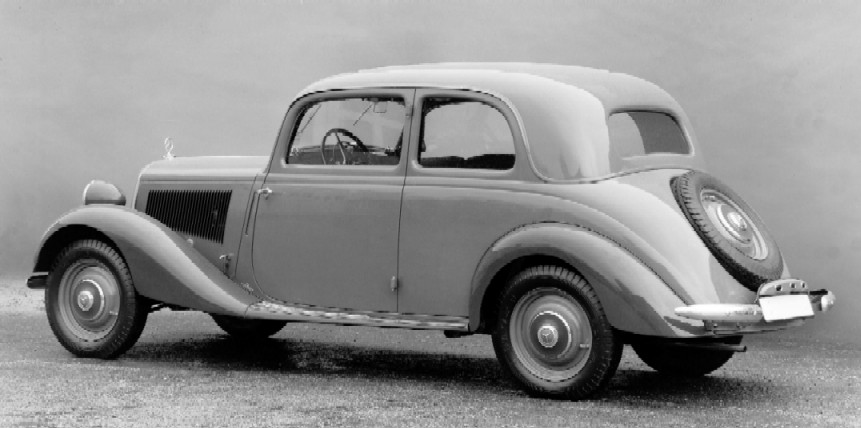
Heckansicht
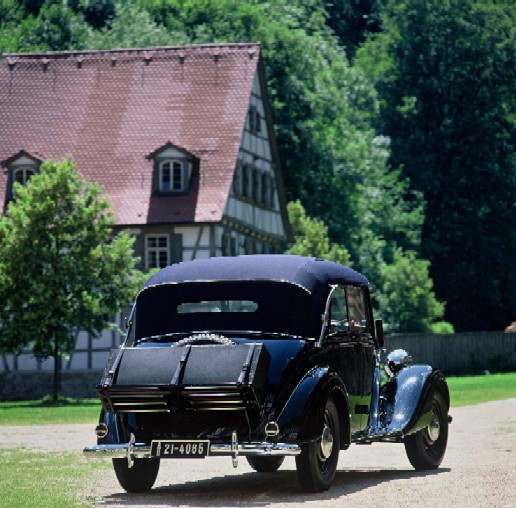
170 V, 1937–1940
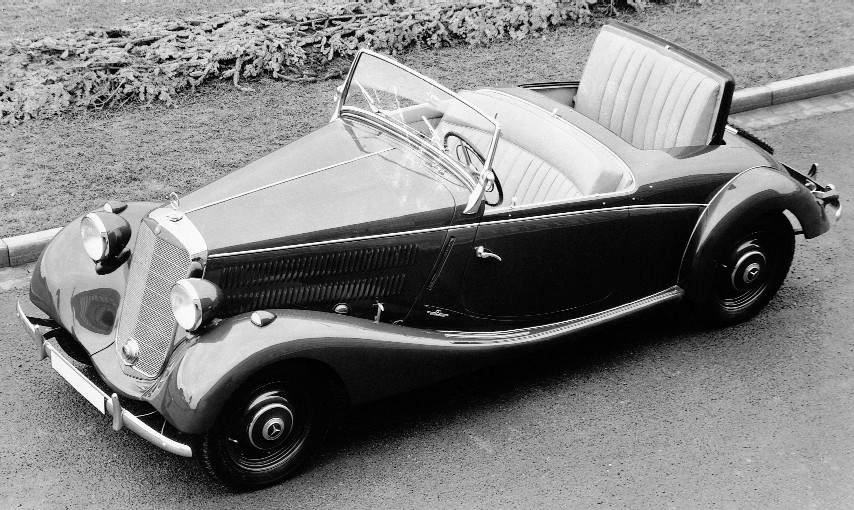
170 V Roadster, 1939–1940
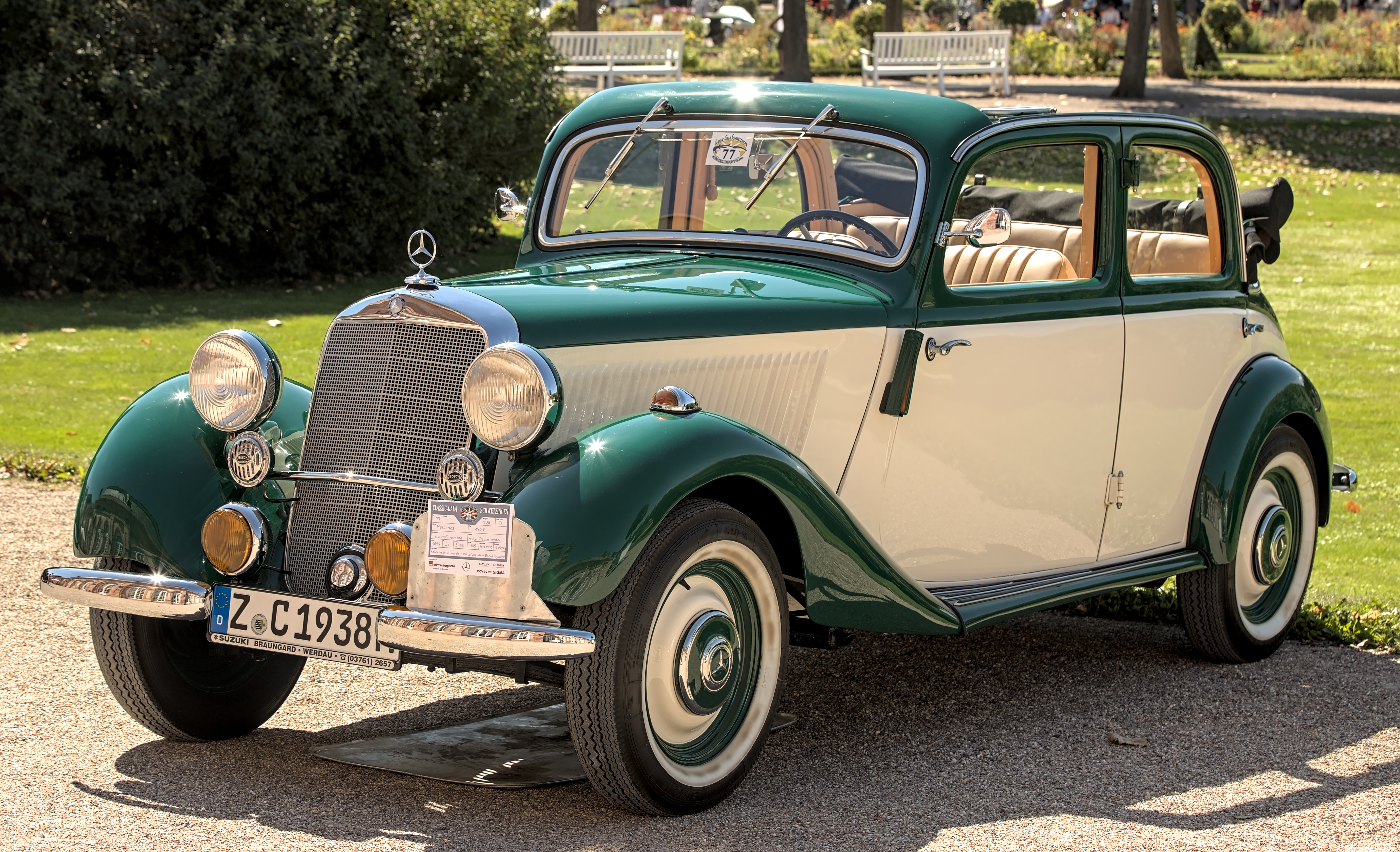
170 V Cabriolimousine (1937)
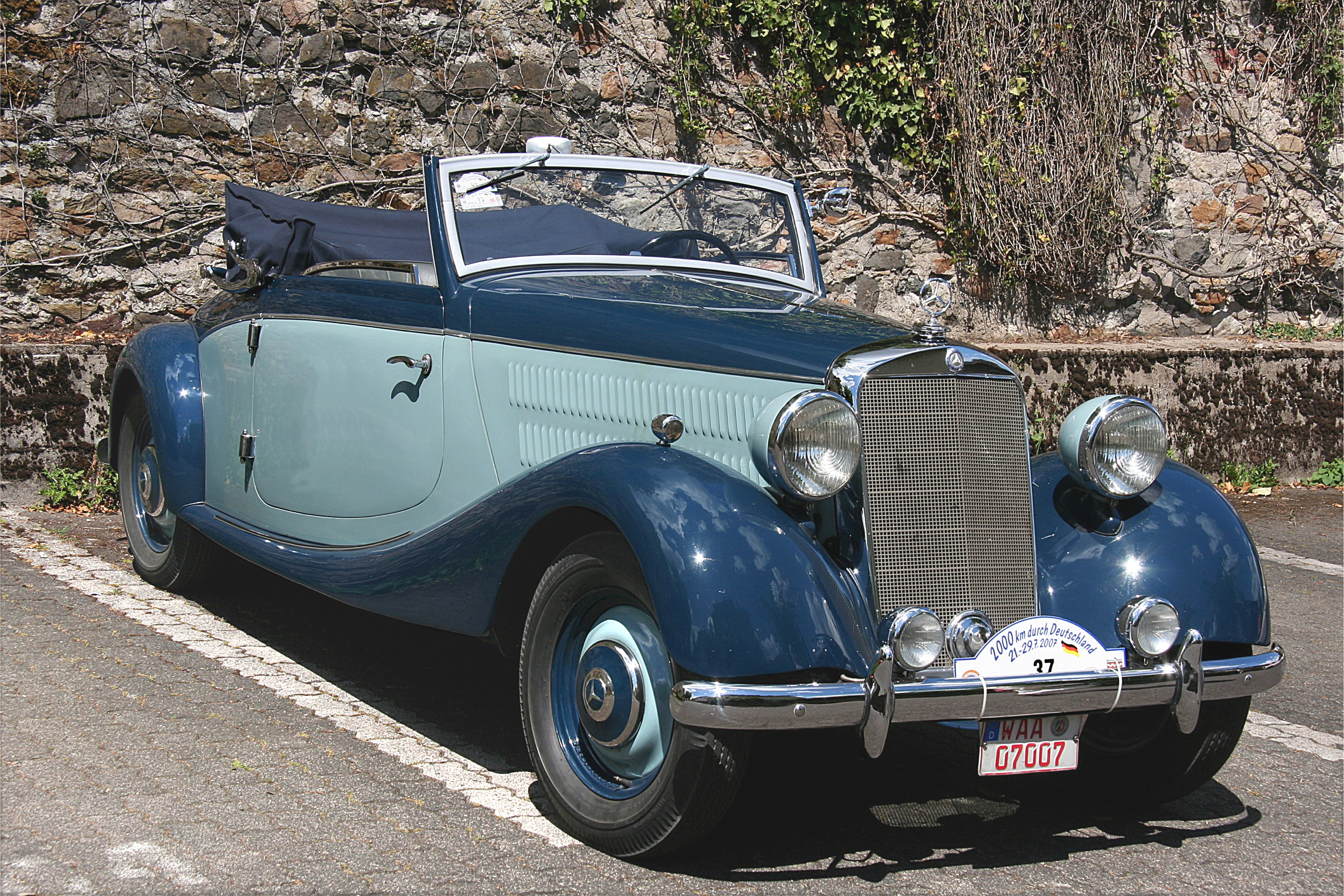
170 V Cabriolet A (1938)
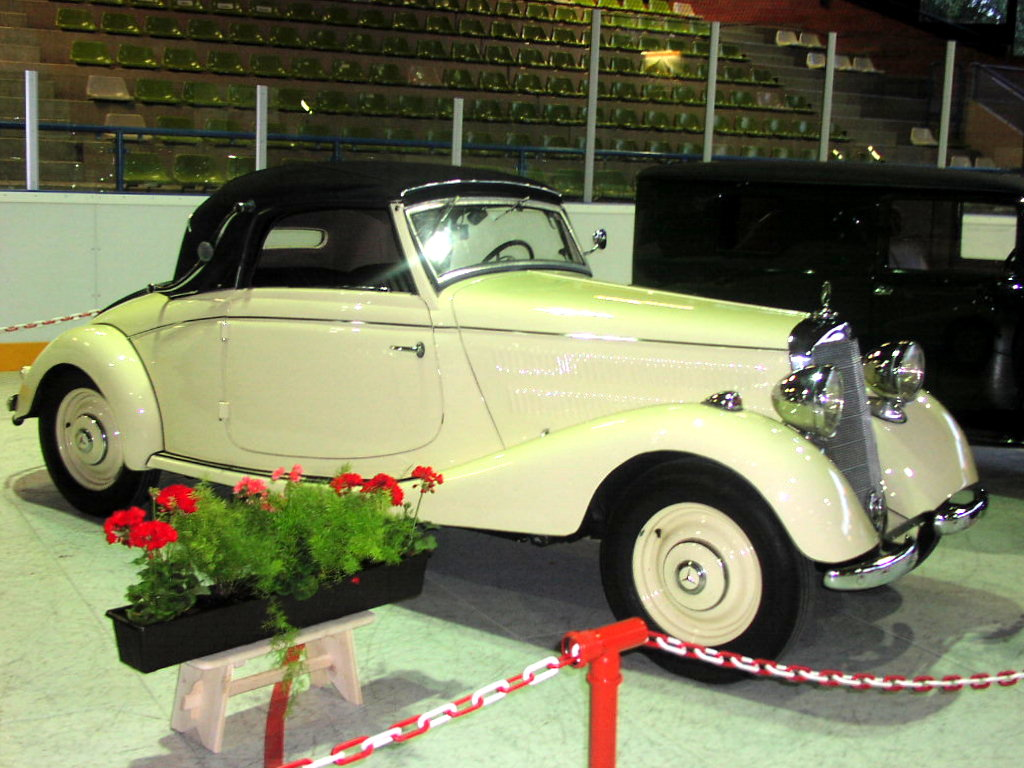
Mercedes-Benz 170 V Cabriolet A (1940)
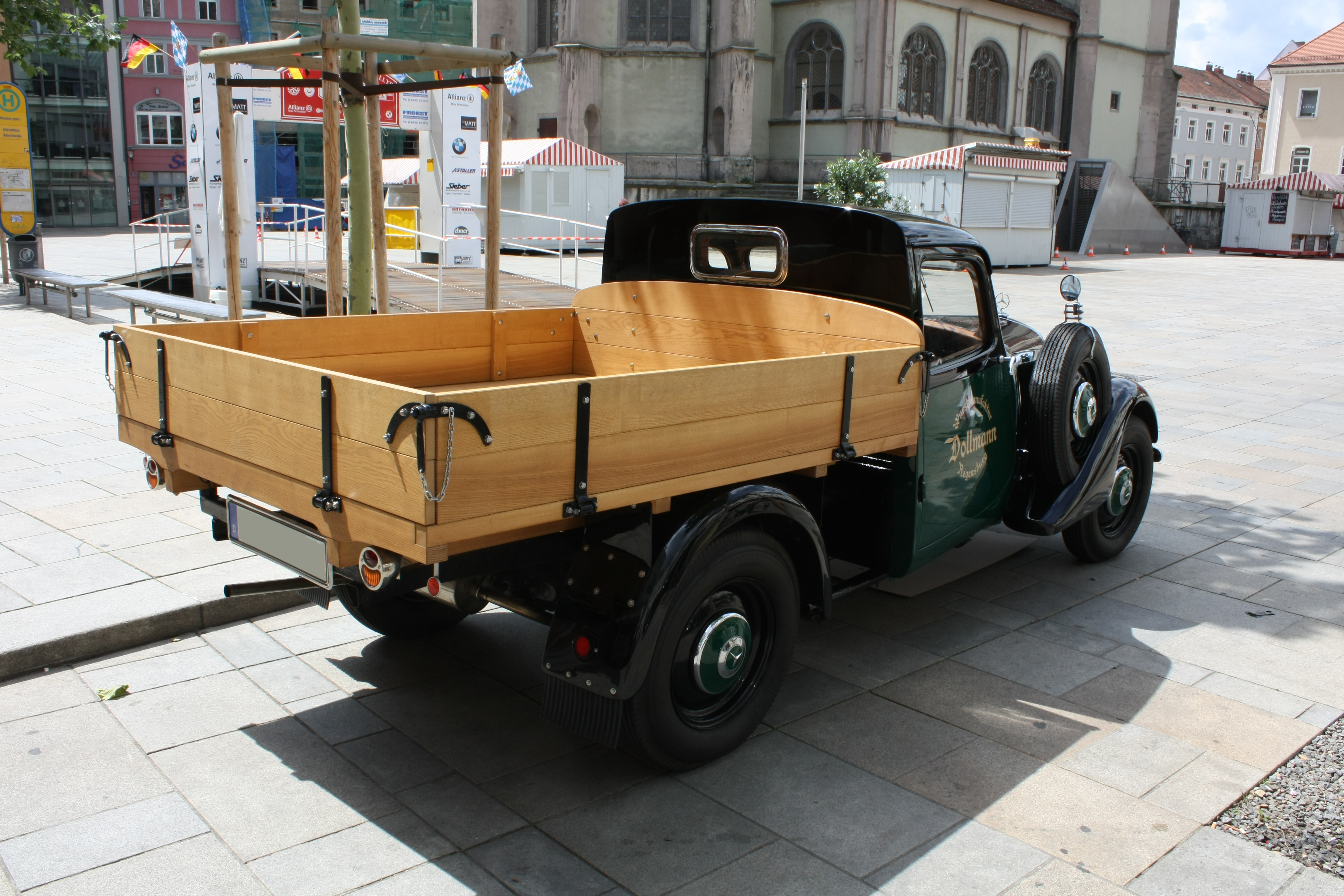
Mercedes-Benz 170 V als Pritschenwagen
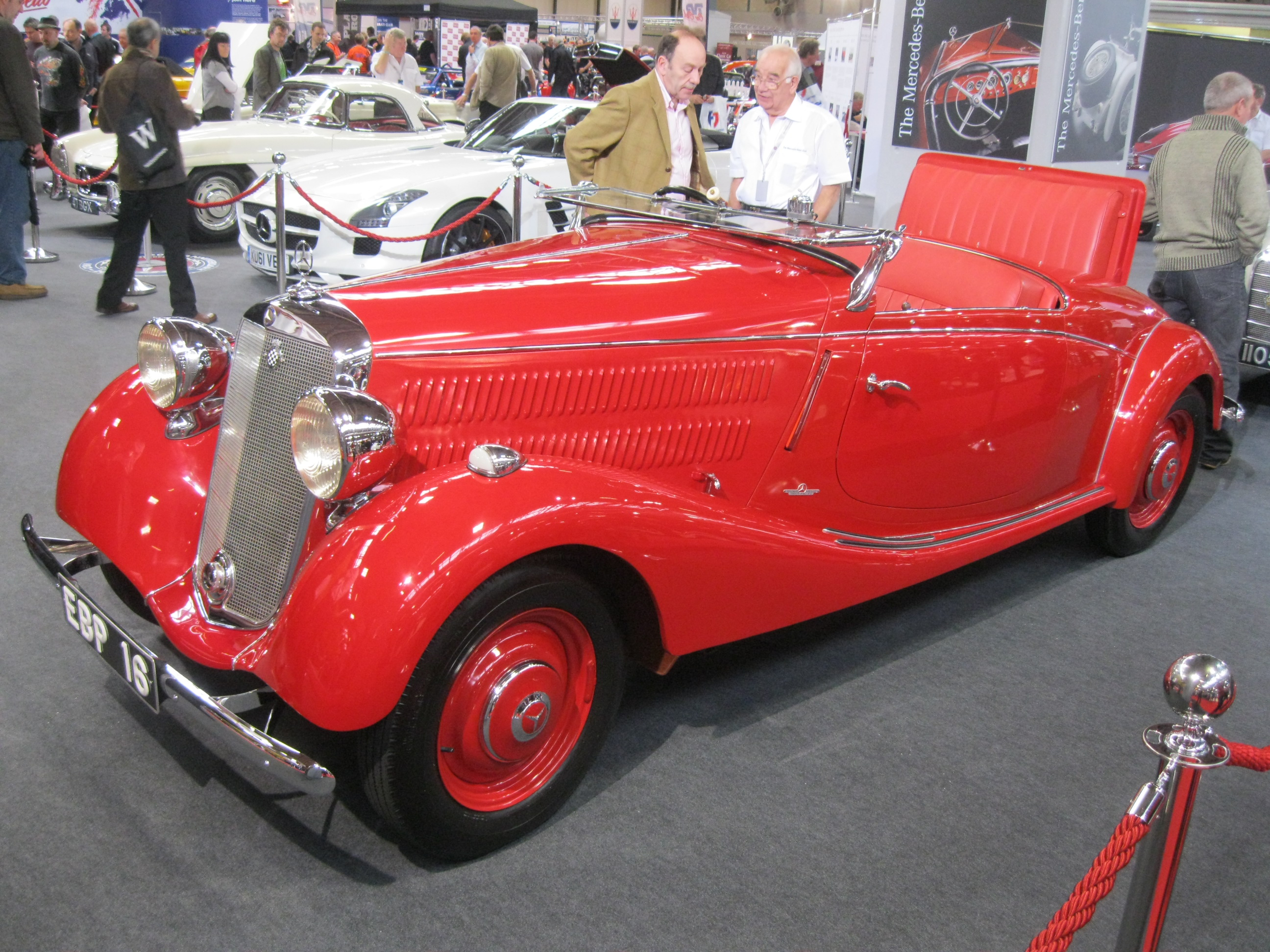
Mercedes-Benz 170 VR Roadster (1938)

## Sondertypen: Geländesportwagen und Holzvergaser
Ein Nebenzweig der 170er-Entwicklung waren die Kübelwagen als Allrad-Typen 170 VG (Gelände) und 170 VL (Vierradlenkung). Die Evolution dieser Typen wurde als G5 zwischen 1938 und 1941 als „Kolonial- und Jagdwagen“ gebaut. Diese Fahrzeuge waren vornehmlich für den Export gedacht.

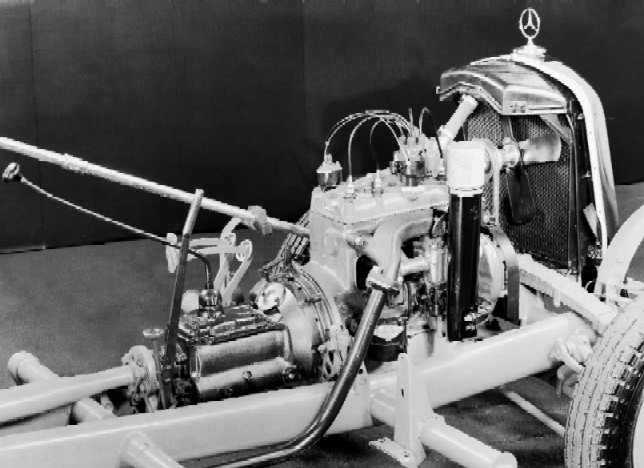
Fahrgestell mit synchronisiertem Getriebe, 1936–1952

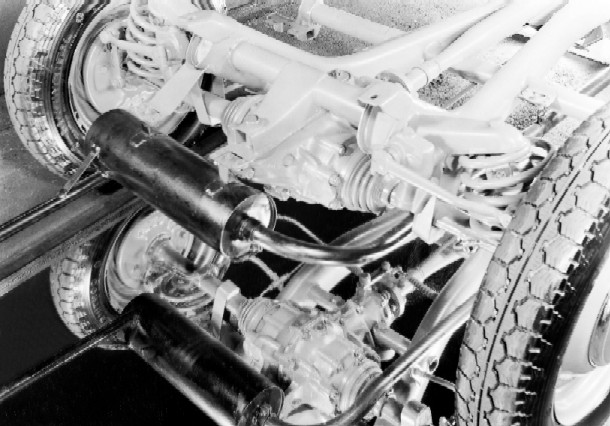
Pendelachse, 1936–1952

Für die in den 1930er-Jahren beliebte Bewährung neuer Modelle bei „Querfeldein“-Zuverlässigkeitsfahrten oder -Rennen wurden spezielle Geländesportwagen gebaut – zweisitzige Roadster mit tiefergelegter, sehr leichter Karosserie aus Magnesium und Kotflügeln aus Aluminium. Diese Maßnahmen erbrachten eine Gewichtsersparnis von bis zu 260 Kilogramm.
1936/37 hießen sie 170 VR, noch auf Basis des serienmäßigen Roadsters, lediglich ausgestattet mit größeren Rädern, stärkeren Federn und anderer Übersetzung. 1938/39 folgten die stärkeren 170 VS oder SV, Hubraum 1912 cm³, mit 50 oder 60 PS (37 und 44 kW) Leistung bei 3600/min – je nachdem, ob der Motor einen oder zwei Vergaser hatte. Die Höchstgeschwindigkeit bei ihnen betrug 110/112 km/h. Der letzte und stärkste dieser Reihe, der intern als W 149 bezeichnete 200 V, Hubraum 2007 cm³, leistete 53 oder 64 PS (39 oder 47 kW) und lief bis zu 120 km/h. Der Verbrauch lag bei 13 l/100 km.
Einen ganz anderen Zweck erfüllte der mit Holzgas-Generator versehene 170 VG. Gebaut zwischen 1939 und 1942, war er unabhängig vom Benzin, das während des Krieges für den zivilen Betrieb kaum zu haben war. Sein Motor leistet 22 PS (16 kW) bei 3200/min, die Höchstgeschwindigkeit betrug 80 km/h. Das Reserverad wurde auf dem Dach befestigt. Der Verbrauch: 15 Kilogramm Holz auf 100 Kilometer, Reserve 30 Kilogramm. Die von Daimler-Benz entwickelte Gas-Generatoranlage mit „Querstromvergasung und Mischventil“ gab es auch zum nachträglichen Einbau. Sie funktionierte mit jeder Art von Kohle, Torf, Koks, Anthrazit und Holzkohle und kostete 1000 Reichsmark.
Bis zur Einstellung der Pkw-Produktion 1942 wurden über 90.000 Fahrzeuge gebaut. Der Mercedes-Stern saß zunächst unmittelbar auf dem Kühler, die Kühlerverschraubung befand sich unter der Motorhaube. 1937 bekam der Wagen einen etwas anders geformten Kühler, die Einfüllöffnung war wieder von außen zugänglich und der Stern erhielt seinen angestammten Platz auf der Kühlerverschraubung.

## Neuanfang und Nachkriegszeit

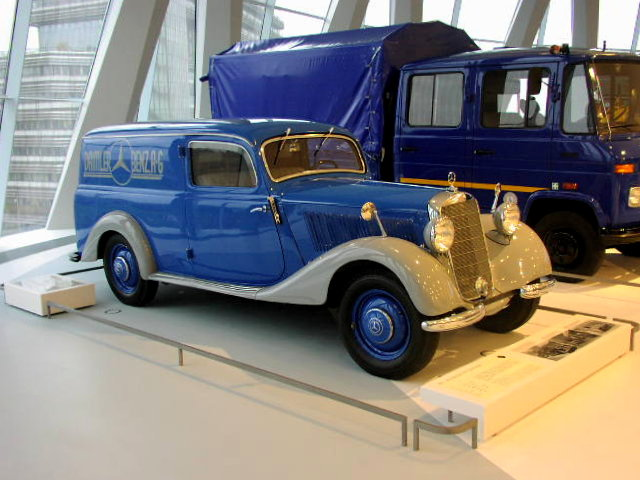
Mercedes-Benz 170 V Lieferwagen (1952)

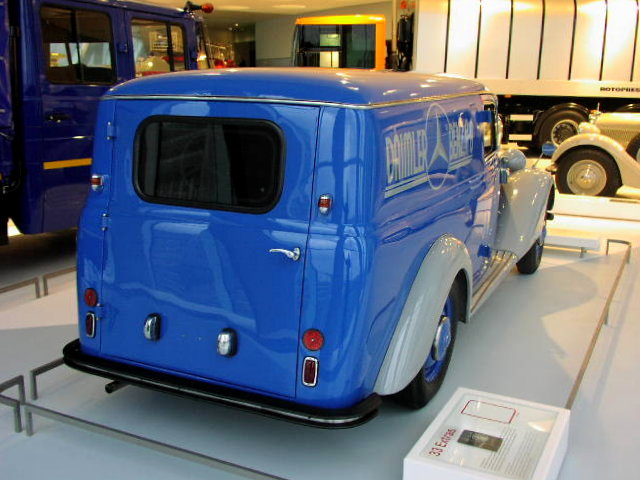
Mercedes-Benz 170 V Lieferwagen (1952)

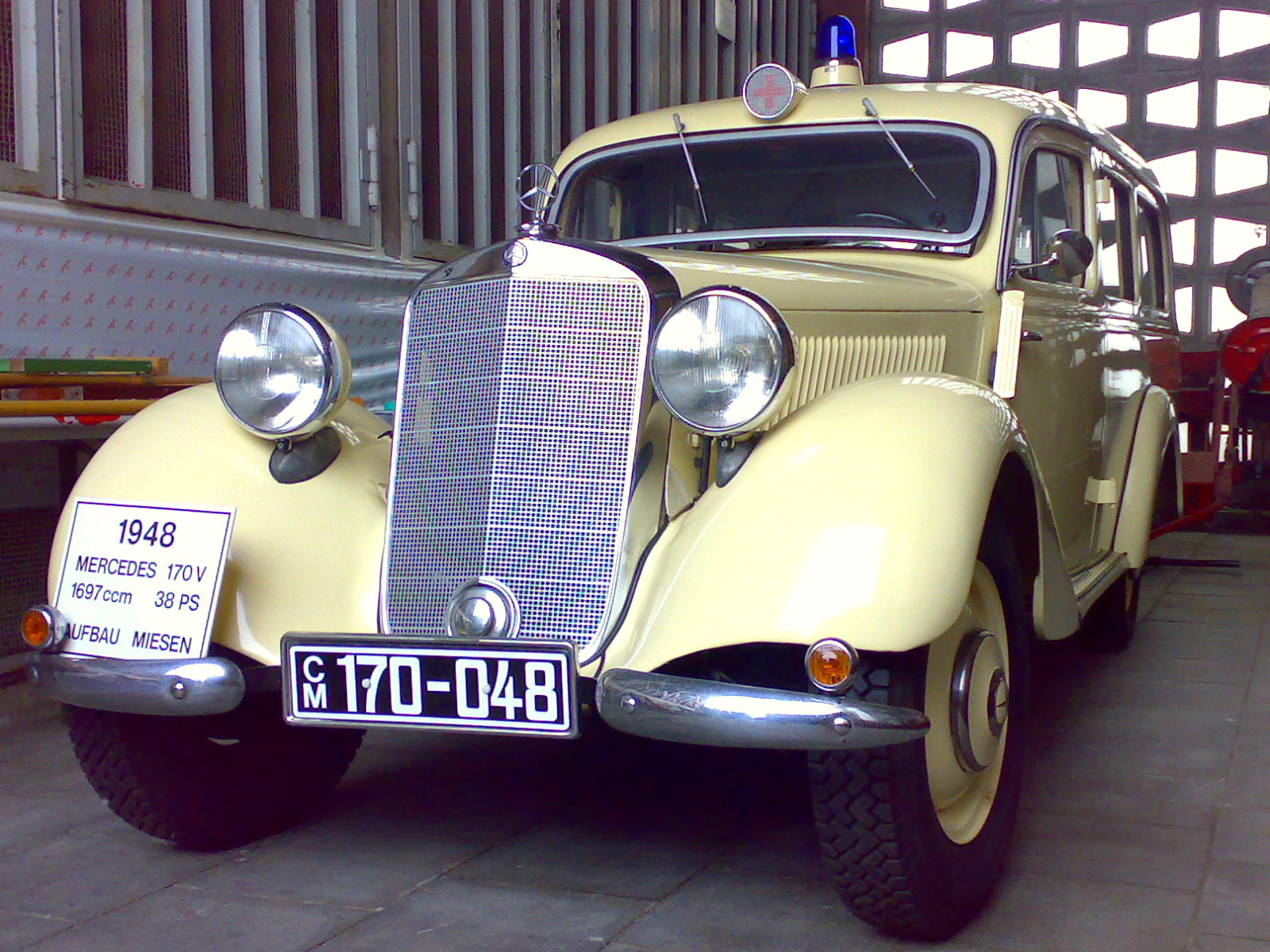
Mercedes-Benz 170 V Krankenwagen

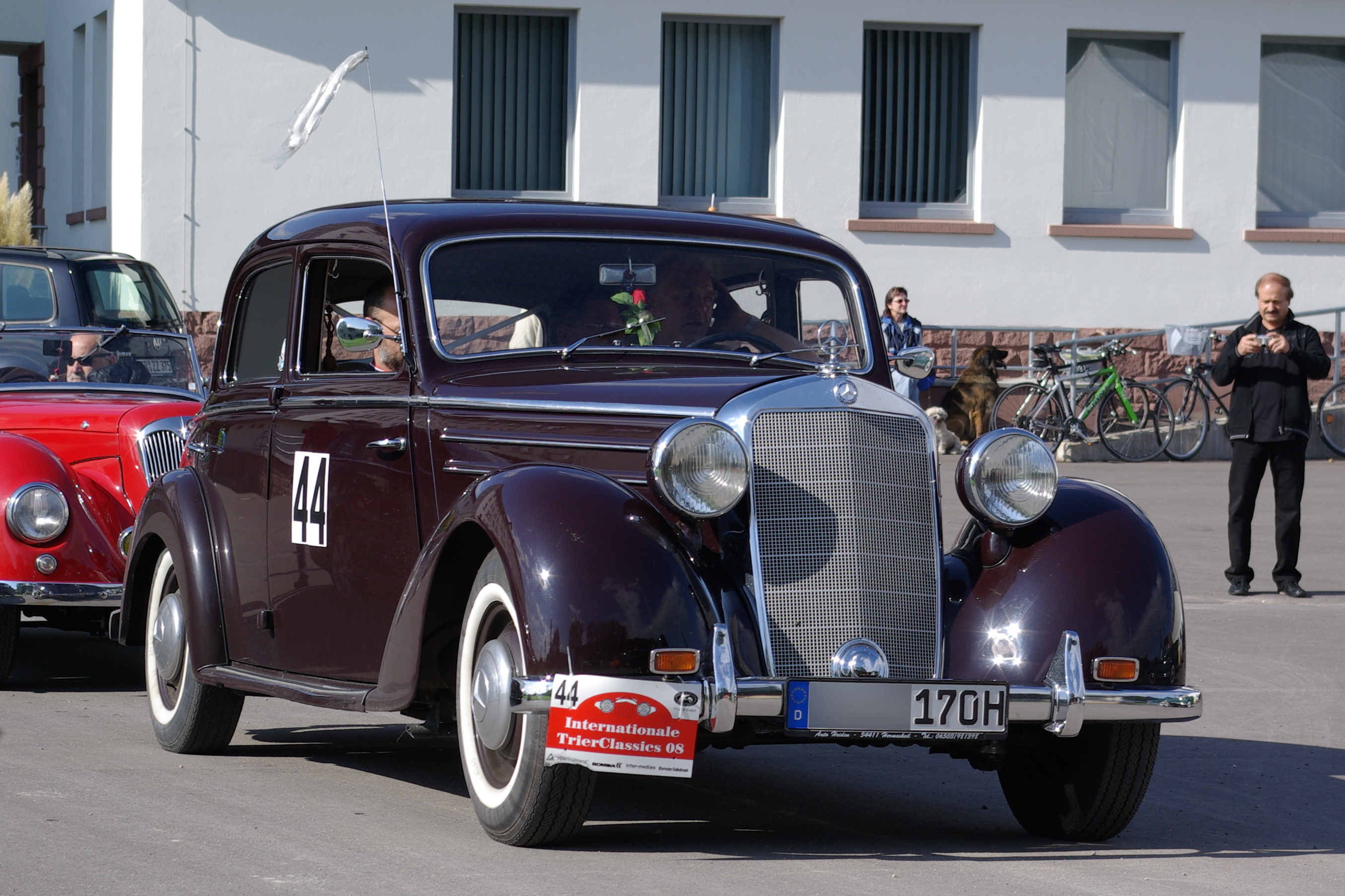
Mercedes-Benz 170 S Bj. 1950

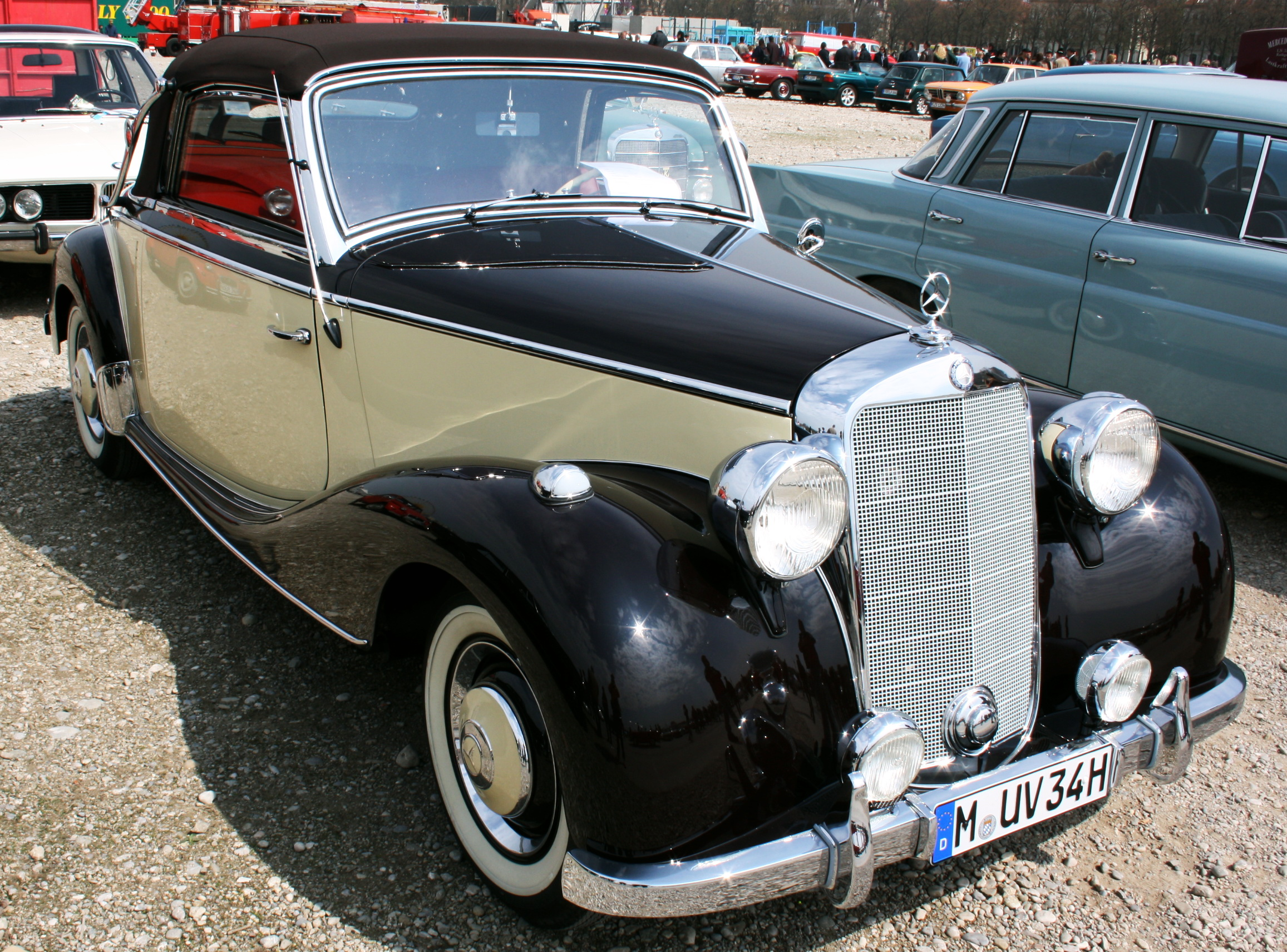
Mercedes-Benz 170 S Cabriolet A Bj. 1950

Ab Mai 1946 begann die Nachkriegsproduktion bei Mercedes-Benz: Zunächst wurden erst die Kasten- und kleinen Pritschenwagen wieder gebaut, ab Juli 1947 die 170-V-Limousine, im Mai 1949 folgte eine Dieselvariante, der 170 D mit dem Motor OM 636. Anders als vor dem Krieg gab es jedoch keine zivilen Cabrio-Varianten mehr; die viertürige Limousine war das einzige erhältliche Modell.
In den Jahren 1951 und 1952 wurde für den Behördeneinsatz auch eine offene Variante als 170 D OTP produziert. OTP steht dabei für Offener Tourenwagen Polizei. Der 170 D OTP war viertürig und nur mit Steckscheiben und einem dünnen Flatterverdeck ausgestattet. Gemäß seinem Einsatzgebiet für Polizei und Bundesgrenzschutz waren alle OTP im damals verwendeten Tannengrün der Polizei lackiert. Lediglich einige wenige Fahrzeuge für die Berliner Polizei bekamen die dort verwendete Farbe Graublau (RAL 5008). Trotz des D in der offiziellen Bezeichnung 170 D OTP hatte der OTP einen von außen zugänglichen Kofferraum, was ihn bereits als 170 Da identifizierte. Darüber hinaus hatte er schon einige andere technischen Details, die sich eigentlich erst im 170 Db finden. In geringer Stückzahl wurde in der Zeit auch der Mercedes-Benz V 170 S OMP (Offener Mannschaftswagen Polizei) mit acht Sitzplätzen gefertigt.
Im Mai 1950 erhielten 170 V und 170 D einen größeren Hubraum und dadurch eine gesteigerte Leistung. Die Fahrsicherheit wurde durch eine breitere Spur an der Hinterachse sowie den Einbau von Teleskop-Stoßdämpfern und stärkeren Bremsen verbessert. Auch der Komfort wurde verbessert: Sitze und Innenbreite des Fahrgastraums wurden vergrößert, der Kofferraum war nun bequem von außen zugänglich, und vor Zugluft schützten Lüftungsblenden an den Vorderfenstern. Zur Unterscheidung von den ursprünglichen Modellen wurden die verbesserten Varianten intern 170 Va und 170 Da genannt.
Im Mai 1952 wurden beide Modelle erneut überarbeitet: Die Typen 170 Vb und 170 Db erhielten hinten eine noch breitere Spur, breitere, nun einteilig ausgeführte Stoßstangen, eine vergrößerte Frontscheibe mit innen verkleidetem Scheibenwischer-Antrieb und waagerecht statt bisher schräg angeordneten Lüftungsschlitzen in der Motorhaube. Beide Modelle wurden bis August 1953 produziert; die Typen 170 S-V und 170 S-D folgten ihnen nach.
Insgesamt wurden von 1936 bis zum Serienauslauf 1953 fast 140.000 Mercedes-Benz 170 V gebaut. Dazu kamen noch knapp 34.000 Exemplare des 170 D, des ersten Diesel-Pkw der Nachkriegszeit.

## Umbauten in der DDR
In der Mangelwirtschaft der frühen DDR wurden Vorkriegsfahrzeuge möglichst lange erhalten und Unfallfahrzeuge so gut es ging wieder instand gesetzt. In der Karosseriewerkstatt Schwarze in Görlitz wurden von 1956 bis 1961 rund 20 Mercedes-Benz 170 V als Basis für Umbauten verwendet. Sie erhielten die zeitgemäßere Karosserie des Wartburg 311, die in Handarbeit verlängert und an das Basisfahrzeug angepasst wurde. Der markante Kühler des 170 V wurde etwas verkleinert und als Attrappe beibehalten. Neben der Verwendung als Taxis ist auch wenigstens ein Cabriolet bekannt.

## 170 V Limousine/Cabrio
| Produktion            | 1936–1942, 1946–1953, 71.973 Stück |
| Motor                 | Viertakt-Otto-Motor, vorn längs stehend, Hubraum 1697 cm³ 38 PS (28 kW) bei 3400/min |
| Fahrgestell           | X-förmiger Oval-Rohrrahmen |
| Getriebe              | Viergang-Schaltgetriebe |
| Radstand              | 2845 mm |
| Spurweite vorn/hinten | 1320/1310 mm |
| Länge/Breite/Höhe     | 4270/1570/1560 mm |
| Wendekreis            | 11 m |
| Leergewicht           | 1100–1160 kg |
| Höchstgeschwindigkeit | 108 km/h |
| Verbrauch             | 11 l/100 km |
| Preise                | Fahrgestell: 2850 RM (Reichsmark) Limousine 2-türig: 3750 RM Limousine 4-türig: 3980 RM Cabriolimousine (4-türig): 3980 RM Tourenwagen (2 Türen, bis 1937): 4500 RM Tourenwagen (4 Türen, ab 1938): 4600 RM Cabrio B 4750 RM Roadster 2+2 Sitze 5500 RM Cabrio A (ab Ende 1935) 5980 RM Polizei-Kübelsitzer 4350 RM |

## 170 V Lieferwagen
| Produktion            | 1937–1942, 1946–1953, 989 Stück                           |
| Motor                 | Viertakt-Otto-Motor, vorn längs stehend, Hubraum 1697 cm³ |
| Fahrgestell           | X-förmiger Oval-Rohrrahmen                                |
| Getriebe              | Viergang-Schaltgetriebe                                   |
| Radstand              | 2845 mm                                                   |
| Spurweite vorn/hinten | 1320/1310 mm                                              |
| Länge/Breite/Höhe     | 4190/1580/1635 mm                                         |
| Leergewicht           | 1130 kg                                                   |
| Höchstgeschwindigkeit | 108 km/h                                                  |
| Preis                 | 3900 RM (Reichsmark)                                      |

## 170 VG (Baureihe W 136 G – Holzgasgenerator)
| Produktion            | 1939–1943                                                       |
| Motorleistung         | 22 PS (16 kW) bei 3200 min−1                                    |
| Verbrauch             | 15 kg Holz/100 km                                               |
| Länge/Breite/Höhe     | 4550/1570/1770 mm                                               |
| Leergewicht           | 1240 kg                                                         |
| Höchstgeschwindigkeit | 80 km/h                                                         |
| Preis                 | Generatoranlage zum nachträglichen Einbau: 1000 RM (Reichsmark) |

## 170 VS (Baureihe W 136 S – zweisitzige Geländesportwagen)
| Produktion            | 1938–1939, insgesamt 30 Stück (mit Typ 200 V)                               |
| Motor                 | Hubraum: 2200 cm³ Leistung: 50 PS (37 kW, 170 VS) oder 60 PS (44 kW, 200 V) |
| Getriebe              | Vier- oder Fünfgang-Schaltgetriebe                                          |
| Radstand              | 2845 mm                                                                     |
| Spurweite vorn/hinten | 1320/1310 mm                                                                |
| Länge/Breite/Höhe     | 3980/1570/1562 mm                                                           |
| Leergewicht           | 1000 kg                                                                     |
| Höchstgeschwindigkeit | 50-PS-Version: 110 km/h (112 km/h)                                          |
| Verbrauch             | 50-PS-Version: 11 l/100 km (12 l/100 km)                                    |

## 170 VK (Baureihe W 136 K – Kübelsitzwagen, Militärausführung)

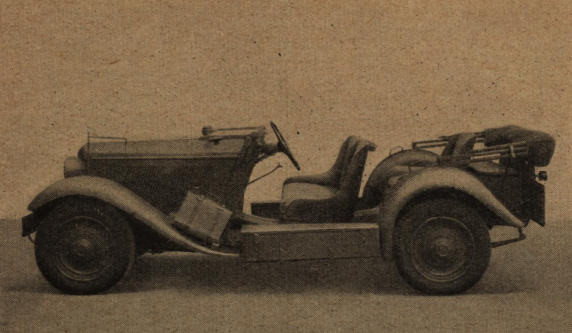
Mercedes-Benz 170 VK Ausführung als Kfz. 1 (Kübelsitzwagen für 3 Personen)

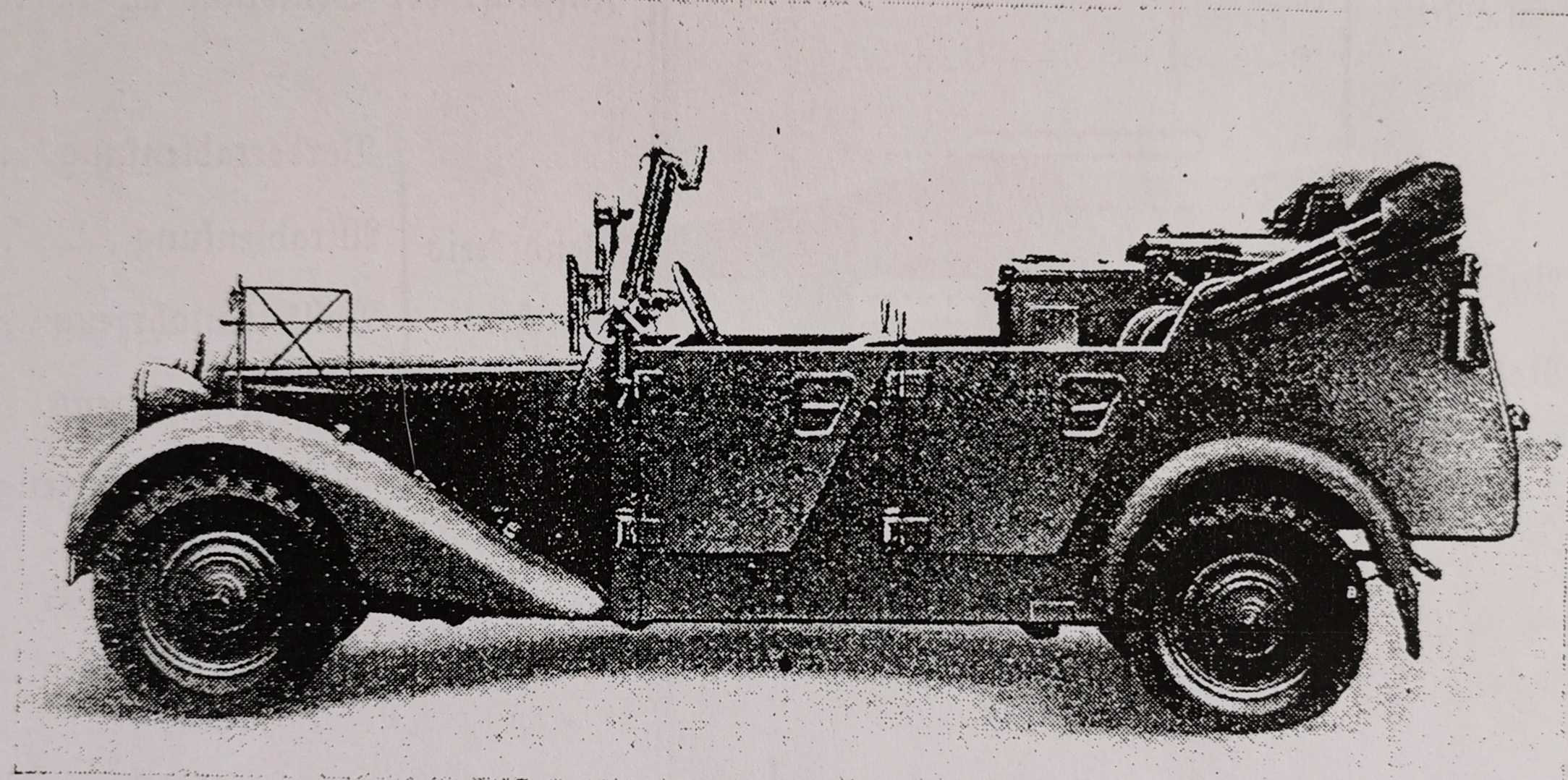
Mercedes-Benz 170 VK (W 136), Kübelwagen

In größerer Stückzahl wurde der Mercedes-Benz 170 V als Kübelwagen hergestellt, als 170 VK. Von ihm wurden in den Jahren 1938 bis 1942 19.000 Exemplare gebaut. Und damit erreichte er nach dem Volkswagen Kübelwagen den zweiten Platz der meistgebauten Deutschen Kübelwagen des Zweiten Weltkriegs.
| Produktion            | 1938–1942, 19.075 Stück                                   |
| Motor                 | Viertakt-Otto-Motor, vorn längs stehend, Hubraum 1697 cm³ |
| Fahrgestell           | X-förmiger Oval-Rohrrahmen                                |
| Getriebe              | Viergang-Schaltgetriebe                                   |
| Radstand              | 2845 mm                                                   |
| Spurweite vorn/hinten | 1320/1370 mm                                              |
| Länge/Breite/Höhe     | 4100/1690/1830 mm                                         |
| Leergewicht           | 1235 kg                                                   |
| Zuladung              | 425 kg                                                    |